# Glebionis segetum
La corona de rey o crisantemo campestre (Glebionis segetum) es una especie de planta herbácea perenne perteneciente a la familia Asteraceae. En algunas provincias de España, esta flor se llama doblón, en referencia a las antiguas monedas de oro españolas vigentes hasta el siglo XIX. Su tamaño y color dorado intenso evocan los doblones del sistema monetario previo a la peseta.

## Distribución y hábitat
Es nativa únicamente de la región mediterránea oriental pero ahora naturalizada en Europa occidental y Septentrional así como en China y partes de América del Norte. Crece principalmente en el bioma templado.

## Descripción
Esta especie se incluía anteriormente en el género Chrysanthemum, pero tras una decisión en el Congreso Internacional de Botánica de 1999, este último género se ha redefinido para incluir solamente a los crisantemos de importancia económica en floristería.
Crece hasta 80 cm de alto, con hojas lobuladas de 5 a 20 cm de longitud dispuestas en espiral. Las flores son de color amarillo brillante, organizadas en capítulos de 3,5 a 5,5 cm de diámetro.

## Historia
Está ampliamente naturalizada fuera de su área nativa, ya que colonizó Europa occidental y central con la agricultura humana temprana. Puede ser una mala hierba invasiva en algunas áreas. Así, parece haber sido una plaga en la Escocia del siglo XIII, como sugiere una ley de Alejandro II que establece que aquel granjero que permita una sola planta producir semilla entre su grano, será multado por el valor de una oveja.

## Usos
En Creta y Grecia, las hojas y brotes tiernos de una variedad llamada νερομαντηλίδα (neromantilida) se comen crudos en ensaladas o salteados en aceite de oliva.

## Taxonomía
La especie fue descrita inicialmente como Chrysanthemum segetum por Carlos Linneo y publicado en Species Plantarum 2: 889–890, en 1753, actualmente es tanto un sinónimo como el basónimo de esta; y ulteriormente, sería transferida al género Glebionis por Jules Pierre Fourreau en Annales de la Société Linnéenne de Lyon, sér. 2, 17: 90, en 1869.

#### Etimología
Véase: Glebionis
segetum: epíteto latino que significa "de los campos cultivados".

## Nombres comunes
- Castellano: amarilleja, cogollos de reina, corona de rey, crisantemo, crisantemo amarillo, crisantemo campestre, crisantemo corona de rey, crisantemo de los sembrados, crisantemo de trigal, crisantemo dorado, doblones, giralda, margarita amarilla, margarita dorada, margaritones, magarza amarilla, margaza dorada, margarza mayor, mogigato, mojigato, mohino, ojo de buey, ojo de los sembrados, ojos de los sembrados, santimonia, santomonia.[2][11]